# Collegio elettorale di Trieste - Muggia
Il collegio di Trieste - Muggia fu un collegio elettorale uninominale della Repubblica Italiana per l'elezione della Camera dei deputati. Apparteneva alla circoscrizione Friuli-Venezia Giulia e fu utilizzato per eleggere un deputato nella XII, XIII e XIV legislatura.
Venne istituito nel 1993 con la cosiddetta Legge Mattarella (Legge n. 277, Nuove norme per l'elezione della Camera dei deputati), attuata in seguito al referendum abrogativo del 1993. La legge istituì per la Camera dei deputati e per il Senato della Repubblica un sistema di elezione misto, in parte maggioritario e in parte proporzionale. Il 75% dei parlamentari dell'assemblea veniva eletto in collegi uninominali tramite sistema maggioritario a turno unico; il restante 25% alla Camera veniva eletto tramite sistema proporzionale con liste bloccate.
Il collegio venne abolito insieme a tutti gli altri che costituivano la Camera con la promulgazione della legge elettorale successiva, la cosiddetta Legge Calderoli. Questa prevedeva un sistema proporzionale con premio di maggioranza, che alla Camera veniva attribuito a livello nazionale.

## Territorio
Il collegio di Trieste - Muggia era uno dei 10 collegi uninominali in cui era suddiviso il Friuli-Venezia Giulia e, come previsto dal D.Lgs. del 20 dicembre 1993 n. 536, era interamente compreso nella provincia di Trieste e comprendeva i seguenti comuni: Duino Aurisina, Monrupino, Muggia, San Dorligo della Valle, Sgonico e parte di Trieste.

## Eletti
| Elezione | Elezione | Deputato            | Partito                  |
| -------- | -------- | ------------------- | ------------------------ |
|          | 1994     | Antonietta Vascon   | Polo delle Libertà (FI)  |
|          | 1996     | Gualberto Niccolini | Polo per le Libertà (FI) |
|          | 2001     | Riccardo Illy       | L'Ulivo (Ind)            |
|          | 2003 (S) | Ettore Rosato       | L'Ulivo (DL)             |

## Dati elettorali

### XII legislatura

#### Risultati proporzionale
| Coalizioni        | Coalizioni                   | Liste                        | Liste                              | Voti   | %     |
| ----------------- | ---------------------------- | ---------------------------- | ---------------------------------- | ------ | ----- |
|                   | Polo delle Libertà           |                              | Forza Italia                       | 26.553 | 27,35 |
|                   | Polo delle Libertà           | Lega Nord                    | 7.651                              | 7,79   |       |
| Totale coalizione | Totale coalizione            | 34.204                       | 35,14                              |        |       |
|                   | Progressisti                 |                              | Partito Democratico della Sinistra | 14.995 | 15,45 |
|                   | Progressisti                 | Rifondazione Comunista       | 9.219                              | 9,50   |       |
|                   | Progressisti                 | Federazione dei Verdi        | 3.494                              | 3,60   |       |
|                   | Progressisti                 | Partito Socialista Italiano  | 1.070                              | 1,10   |       |
| Totale coalizione | Totale coalizione            | 28.778                       | 29,65                              |        |       |
|                   | Alleanza Nazionale           | Alleanza Nazionale           | Alleanza Nazionale                 | 18.039 | 18,58 |
|                   | Patto per l'Italia           |                              | Partito Popolare Italiano          | 10.710 | 11,03 |
|                   | Lista Pannella               | Lista Pannella               | Lista Pannella                     | 4.629  | 4,77  |
|                   | Partito della Legge Naturale | Partito della Legge Naturale | Partito della Legge Naturale       | 801    | 0,83  |
| Totale            | Totale                       | Totale                       | Totale                             | 97.071 |       |

#### Risultati uninominale
|                               | Antonietta Vascon ✔️ Eletta | Polo delle Libertà (FI - LN - CCD - UDC) | 37 989 | 39,42 |  |  |  |  |  |
|                               | Renato Kneipp               | Progressisti                             | 28 803 | 29,88 |  |  |  |  |  |
|                               | Sergio Giacomelli           | Alleanza Nazionale                       | 15 855 | 16,45 |  |  |  |  |  |
|                               | Silvano Magnelli            | Patto per l'Italia                       | 8 083  | 8,39  |  |  |  |  |  |
|                               | Paola Sain                  | Lista Marco Pannella - Riformatori       | 4 425  | 4,59  |  |  |  |  |  |
|                               | Alessandro Corbatto         | Partito della Legge Naturale             | 1 226  | 1,27  |  |  |  |  |  |
| Totale                        | Totale                      | Totale                                   | 96 381 | 100   |  |  |  |  |  |
|                               |                             |                                          |        |       |  |  |  |  |  |
| Fonte: Ministero dell'interno |                             |                                          |        |       |  |  |  |  |  |

### XIII legislatura

#### Risultati proporzionale
| Coalizioni        | Coalizioni                         | Liste                                     | Liste                              | Voti   | %     |
| ----------------- | ---------------------------------- | ----------------------------------------- | ---------------------------------- | ------ | ----- |
|                   | Polo per le Libertà                |                                           | Forza Italia                       | 22.467 | 24,35 |
|                   | Polo per le Libertà                | Alleanza Nazionale                        | 19.250                             | 20,86  |       |
|                   | Polo per le Libertà                | CCD-CDU                                   | 4.086                              | 4,43   |       |
| Totale coalizione | Totale coalizione                  | 45.803                                    | 49,64                              |        |       |
|                   | L'Ulivo                            |                                           | Partito Democratico della Sinistra | 13.316 | 14,43 |
|                   | L'Ulivo                            | Popolari per Prodi (PPI-SVP-PRI-UD-Prodi) | 7.745                              | 8,39   |       |
|                   | L'Ulivo                            | Federazione dei Verdi                     | 3.496                              | 3,79   |       |
| Totale coalizione | Totale coalizione                  | 24.557                                    | 26,61                              |        |       |
|                   | Progressisti                       |                                           | Rifondazione Comunista             | 12.013 | 13,02 |
|                   | Lega Nord                          | Lega Nord                                 | Lega Nord                          | 7.687  | 8,33  |
|                   | Movimento Sociale Fiamma Tricolore | Movimento Sociale Fiamma Tricolore        | Movimento Sociale Fiamma Tricolore | 1.230  | 1,33  |
|                   | Nord Libero Autonomia              | Nord Libero Autonomia                     | Nord Libero Autonomia              | 994    | 1,08  |
| Totale            | Totale                             | Totale                                    | Totale                             | 92.284 |       |

#### Risultati uninominale
|                               | Gualberto Niccolini ✔️ Eletto | Polo per le Libertà   | 39 784 | 43,30 |  |  |  |  |  |
|                               | Paolo Rumiz                   | L'Ulivo               | 38 056 | 41,42 |  |  |  |  |  |
|                               | Massimiliano Coos             | Lega Nord             | 8 091  | 8,81  |  |  |  |  |  |
|                               | Antonino Martelli             | Fiamma Tricolore      | 3 516  | 3,83  |  |  |  |  |  |
|                               | Laura Tamburini               | Nord Libero Autonomia | 1 357  | 1,48  |  |  |  |  |  |
|                               | Pierpaolo Pergolis            | Patto Donne Trieste   | 1 075  | 1,17  |  |  |  |  |  |
| Totale                        | Totale                        | Totale                | 91 879 | 100   |  |  |  |  |  |
|                               |                               |                       |        |       |  |  |  |  |  |
| Fonte: Ministero dell'interno |                               |                       |        |       |  |  |  |  |  |

### XIV legislatura

#### Risultati proporzionale
| Coalizioni        | Coalizioni                     | Liste                      | Liste                                 | Voti   | %     |
| ----------------- | ------------------------------ | -------------------------- | ------------------------------------- | ------ | ----- |
|                   | Casa delle Libertà             |                            | Forza Italia                          | 24.227 | 27,57 |
|                   | Casa delle Libertà             | Alleanza Nazionale         | 11.645                                | 13,25  |       |
|                   | Casa delle Libertà             | Lega Nord                  | 1.672                                 | 1,90   |       |
|                   | Casa delle Libertà             | CCD-CDU                    | 1.294                                 | 1,47   |       |
| Totale coalizione | Totale coalizione              | 38.838                     | 44,19                                 |        |       |
|                   | L'Ulivo - Con Illy per Trieste |                            | La Margherita (Dem - PPI - RI- UDEUR) | 29.809 | 33,92 |
|                   | L'Ulivo - Con Illy per Trieste | Democratici di Sinistra    | 5.163                                 | 5,88   |       |
|                   | L'Ulivo - Con Illy per Trieste | Comunisti Italiani         | 2.168                                 | 2,47   |       |
|                   | L'Ulivo - Con Illy per Trieste | Il Girasole (FdV - SDI)    | 1.119                                 | 1,27   |       |
| Totale coalizione | Totale coalizione              | 38.259                     | 43,54                                 |        |       |
|                   | Rifondazione Comunista         | Rifondazione Comunista     | Rifondazione Comunista                | 5.163  | 5,88  |
|                   | Lista Pannella - Bonino        | Lista Pannella - Bonino    | Lista Pannella - Bonino               | 2.127  | 2,42  |
|                   | Lista Di Pietro                | Lista Di Pietro            | Lista Di Pietro                       | 2.106  | 2,40  |
|                   | Terzo Polo per l'Autonomia     | Terzo Polo per l'Autonomia | Terzo Polo per l'Autonomia            | 1.197  | 1,36  |
|                   | Democrazia Europea             | Democrazia Europea         | Democrazia Europea                    | 628    | 0,71  |
|                   | Abolizione scorporo            | Abolizione scorporo        | Abolizione scorporo                   | 86     | 0,10  |
| Totale            | Totale                         | Totale                     | Totale                                | 87.871 |       |

#### Risultati uninominale
|                               | Riccardo Illy ✔️ Eletto | Intesa Democratica   | 44 495 | 50,79 |  |  |  |  |  |
|                               | Vittorio Sgarbi         | Casa delle Libertà   | 36 710 | 41,90 |  |  |  |  |  |
|                               | Franco Francescato      | Lista Di Pietro      | 2 307  | 2,63  |  |  |  |  |  |
|                               | Marco Gentili           | Lista Emma Bonino    | 2 153  | 2,46  |  |  |  |  |  |
|                               | Denis Zigante           | Terzo Polo Autonomia | 1 944  | 2,22  |  |  |  |  |  |
| Totale                        | Totale                  | Totale               | 87 609 | 100   |  |  |  |  |  |
|                               |                         |                      |        |       |  |  |  |  |  |
| Fonte: Ministero dell'interno |                         |                      |        |       |  |  |  |  |  |

### XIV legislatura: elezioni suppletive
|                               | Ettore Rosato    | Intesa Democratica           | 25 517  | 64,83 |  |  |  |  |  |
|                               | Renzo Codarin    | Casa delle Libertà           | 11 597  | 29,47 |  |  |  |  |  |
|                               | Christina Sponza | Riformatori Presidenzialisti | 2 244   | 5,70  |  |  |  |  |  |
| Totale                        | Totale           | Totale                       | 39 358  | 100   |  |  |  |  |  |
|                               |                  |                              |         |       |  |  |  |  |  |
| Voti non validi               | Voti non validi  | Voti non validi              | 1 320   | 3,24  |  |  |  |  |  |
| Votanti                       | Votanti          | Votanti                      | 40 678  | 35,92 |  |  |  |  |  |
| Elettori                      | Elettori         | Elettori                     | 113 237 |       |  |  |  |  |  |
|                               |                  |                              |         |       |  |  |  |  |  |
| Data: 26 ottobre 2003         |                  |                              |         |       |  |  |  |  |  |
| Fonte: Ministero dell'interno |                  |                              |         |       |  |  |  |  |  |